# Premijer liga Sisačko-moslavačke županije
Ova liga spadala je pod Nogometni savez Sisačko-moslavačke županije. Ovo je bila novonastala liga koja je počela od sezone 2012./13. i trajala samo dvije sezone.
Premijer liga Sisačko-moslavačke županije bila je četvrti stupanj nogometnih natjecanja u Hrvatskoj, a prvi stupanj natjecanja u Sisačko-moslavačkoj županiji, drugi stupanj bio je 1. ŽNL Sisačko-moslavačka.
U ovoj ligi prvoplasirani je klub prelazio u viši razred – 3. HNL, a posljednje plasirani klubovi ispadaju u 1. ŽNL Sisačko-moslavačku. 
Klubovi koji su nastupali u ovoj ligi bili su s područja Sisačko-moslavačke županije.
Nakon gašenja lige, osnovana je nova Međužupanijska nogometna liga – središte Zagreb.

## Prvaci sezona
| Sezona    | Klub               |
| --------- | ------------------ |
| 2012./13. | NK Libertas Novska |
| 2013./14. | NK Lekenik         |

## Vanjske poveznice
- Službena stranica nogometnog saveza Sisačko-moslavačke županije